# Orchestra di Louisville
L’Orchestra di Louisville è l'orchestra più importante di Louisville, Kentucky. Fu fondata nel 1937 da Robert Whitney (1904-1986) e Charles Farnsley, sindaco di Louisville. L'Orchestra di Louisville si avvale di musicisti stipendiati e offre una vasta gamma di serie di concerti per la comunità, compresi i programmi classici con artisti internazionali ospiti, spettacoli pop e concerti di istruzione e per la famiglia. Nel 1942 l'orchestra adottò il nome della precedente Louisville Philharmonic Society (in origine fondata nel 1866), che mantenne fino al 1977 prima di ritornare al suo nome originale (Korda 2001). L'orchestra è il gruppo stabile per le esecuzioni, del Balletto di Louisville e della Kentucky Opera e presenta numerosi concerti in tutta l'area del Kentucky/Indiana.
L'orchestra esegue i suoi concerti nella Whitney Hall, Centro del Kentucky per le Arti (Korda 2001) e nel teatro Brown.

## First Edition Recordings
Dieci anni dopo la sua origine, l'Orchestra lanciò First Edition Recordings, diventando la prima orchestra americana a possedere una propria casa discografica. Nel 1953 l'Orchestra ricevette una sovvenzione di 500000 $ da Rockefeller per commissionare, registrare ed eseguire in anteprima musica del XX secolo di compositori viventi, ponendo l'Orchestra di Louisville nel circuito internazionale. L'Orchestra di Louisville guadagnò diciannove premi ASCAP per Programmazione Avventurosa di Musica Contemporanea. La storia del progetto dei lavori su commissione è dettagliata nel documentario La Musica Crea una Città.
L'Orchestra di Louisville ricevette sovvenzioni dal Fondo Aaron Copland per la musica e dal National Endowment for the Arts, entrambe allo scopo di digitalizzare i nastri master e per restaurare le partiture musicali per l'archiviazione storica delle registrazioni dell'Orchestra con la First Edition Records. Alcune delle registrazioni furono ripubblicate su CD dalla Santa Fe Musica sull'etichetta First Edition Music.
L'Orchestra di Louisville si è esibita per molti avvenimenti di prestigio tra cui "Un Festival per le Arti" alla Casa Bianca, il Festival di Musica Inter-americana al Kennedy Center, "Grandi orchestre del mondo" alla Carnegie Hall, e in tournée a Città del Messico. Nel 2001 l'Orchestra di Louisville ricevette il premio Leonard Bernstein per l'eccellenza nella programmazione educativa, consegnato annualmente dalla ASCAP e dalla Lega Orchestra Sinfonica Americana ad una orchestra del Nord America.

## Direttori musicali dell'Orchestra di Louisville
- Robert Whitney (1937–1967)
- Jorge Mester (1967–1979)
- John Nelson Consulente artistico (1979-1980)
- Akira Endo (1980–1982)
- Lawrence Leighton Smith (1983–1994)
- Joseph Silverstein Consulente artistico (1994-1995)
- Max Bragado-Darman (1994–1998)
- Uriel Segal (1998–2004)
- Raymond Leppard Consulente artistico (2004–2006)
- Jorge Mester (2006–2014)
- Teddy Abrams (2014–attuale)

### Ascolto
- Louisville Orchestra, su artofthestates.org. URL consultato l'11 febbraio 2006 (archiviato dall'url originale l'11 febbraio 2006). Arte degli Stati: la Louisville Orchestra. Otto esibizioni dell'orchestra

| Controllo di autorità | VIAF (EN) 127850190 · ISNI (EN) 0000 0001 1010 2607 · LCCN (EN) n81048121 · BNF (FR) cb139601208 (data) · J9U (EN, HE) 987007599168705171 |